# Episodi di Street Legal (serie televisiva 1987) (sesta stagione)
La sesta stagione della serie televisiva Street Legal è stata trasmessa in anteprima in Canada dalla CBC Television tra il 4 ottobre 1991 e il 31 gennaio 1992.
| nº | Titolo originale           | Titolo italiano | Prima TV Canada  | Prima TV Italia |
| -- | -------------------------- | --------------- | ---------------- | --------------- |
| 1  | The Legacy of Stanley Wall |                 | 4 ottobre 1991   |                 |
| 2  | The Harley                 |                 | 11 ottobre 1991  |                 |
| 3  | Presumed Toxic             |                 | 18 ottobre 1991  |                 |
| 4  | Reasonable Doubt           |                 | 25 ottobre 1991  |                 |
| 5  | Shades of Difference       |                 | 1º novembre 1991 |                 |
| 6  | Questions of Dignity       |                 | 8 novembre 1991  |                 |
| 7  | Sing for Me, Olivia        |                 | 15 novembre 1991 |                 |
| 8  | Keeping Secrets            |                 | 22 novembre 1991 |                 |
| 9  | The Good Lawyer            |                 | 29 novembre 1991 |                 |
| 10 | Hollywood North            |                 | 19 novembre 1991 |                 |
| 11 | Eye of the Beholder        |                 | 6 dicembre 1991  |                 |
| 12 | Too Many Cooks             |                 | 13 dicembre 1991 |                 |
| 13 | On Women and Independence  |                 | 20 dicembre 1991 |                 |
| 14 | Children's Hour            |                 | 3 gennaio 1992   |                 |
| 15 | Breach of Trust            |                 | 10 gennaio 1992  |                 |
| 16 | November                   |                 | 17 gennaio 1992  |                 |
| 17 | After the Fall             |                 | 24 gennaio 1992  |                 |
| 18 | The Phoenix                |                 | 31 gennaio 1992  |                 |